# Mercy Nku
Mercy Nku (Boki, 17 juli 1976) is een atleet uit Nigeria.
In 2000 nam Nku deel aan de Olympische Zomerspelen van Sydney op de onderdelen 100 meter sprint, 200 meter en 4x100 meter estafette.
In 2004 nam ze deel aan de Olympische Zomerspelen van Athene op de onderdelen 100 meter sprint en 4x100 meter estafette.
In 2002 en 2006 nam Nku ook deel aan de Gemenebestspelen.
- World Athletics: 14292448